# 2022년 볼로디미르 젤렌스키의 미국 방문

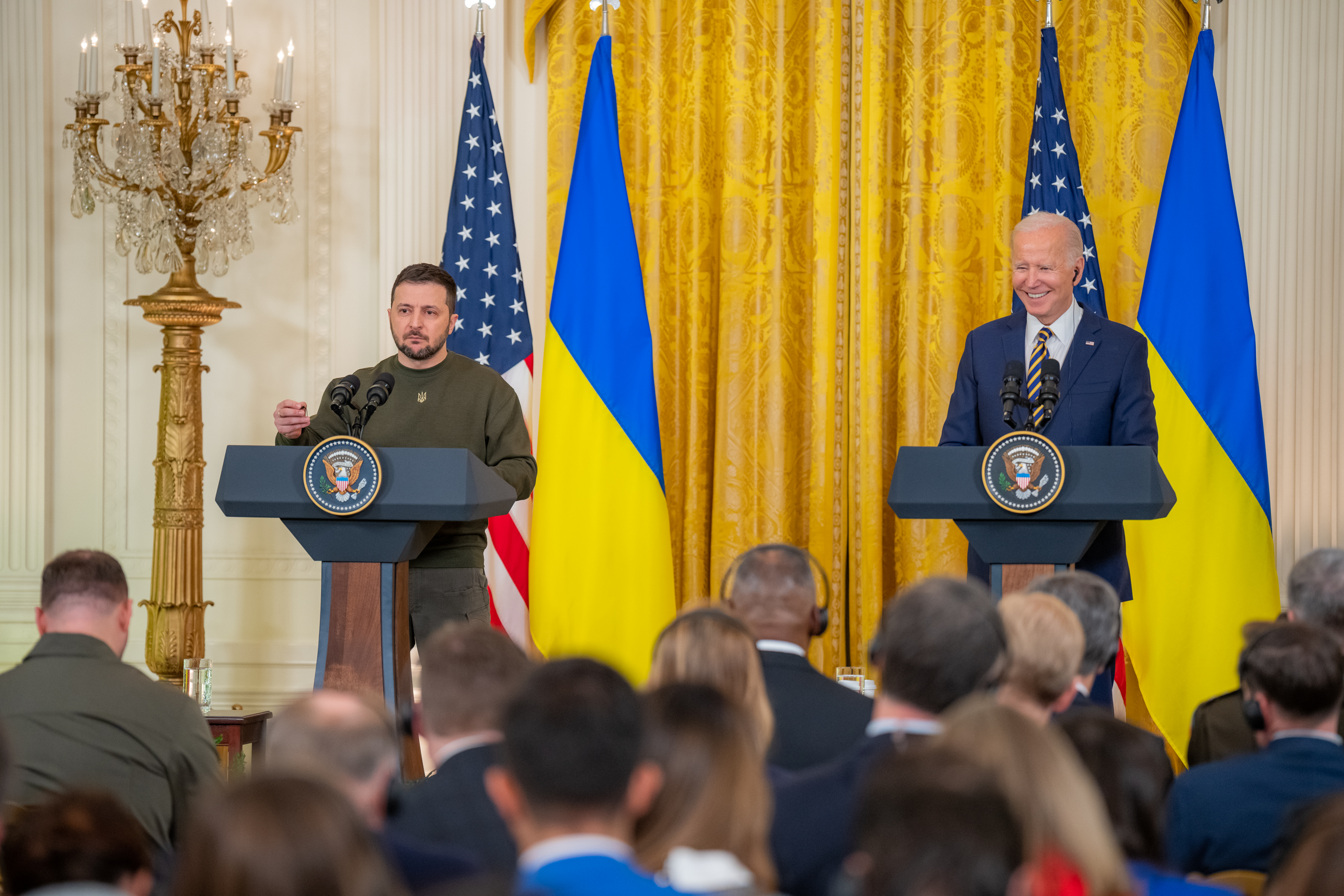

2022년 12월 21일, 우크라이나의 대통령 볼로디미르 젤렌스키가 미국을 방문했다. 젤렌스키는 10시간에 걸친 방문 동안 조 바이든 미국 대통령을 만나 공동기자회견을 갖고, 미 의회 합동회의에서 연설했다. 앤서니 블링켄 미 국무장관은 젤렌스키 대통령의 방문을 앞두고 우크라이나에 18억5000만 달러 규모의 군사 지원 패키지를 발표했다. 젤렌스키 대통령의 워싱턴 D.C. 방문은 2022년 2월 러시아의 우크라이나 침공 이후 첫 해외 여행인 것으로 알려졌다.

## 배경
2022년 2월 24일, 러시아-우크라이나 전쟁이 크게 확대되면서 러시아가 우크라이나를 침공했다. 침공이 시작될 때 젤렌스키는 미국의 대피 제안을 거부했다. 미국은 다른 수단으로 우크라이나와 젤렌스키를 지원했으며, 미국은 외국 침공 전반에 걸쳐 우크라이나에 가장 많은 지원을 제공했다. 젤렌스키의 방문 당시 약 500억 달러에 달했다.
젤렌스키는 2019년 "뉴욕에서 열린 유엔 총회 개회식과 별도로" 바이든의 전임자 도널드 트럼프를 만났지만 이번이 젤렌스키의 첫 백악관 방문이었다.
여행에 대한 비공식 논의는 12월 11일에 시작되었고, 초대가 연장되고 수락된 후 12월 18일에 계획이 시작되었다. 젤렌스키는 기차를 타고 폴란드 프셰미실로 여행했고, 그곳에서 브리짓 브링크 미국 대사와 합류하여 미국 대사관으로 이송되었다. 차량을 르제슈프 공항으로 이동한 후 일반적으로 내각 수준의 관리들이 사용하는 미 공군 제트기를 타고 앤드루스 합동기지로 이동했다.

## 같이 보기
- 2023년 조 바이든의 우크라이나 방문
- 2023년 볼로디미르 젤렌스키의 영국 방문